# Романская
Романская (на английски: Romanskaya Crater) е ударен кратер разположен на планетата Венера. Той е с диаметър 30,4 km, и е кръстен на София Романская – съветска астрономка.